# Siward Barn
Vous lisez un « bon article » labellisé en 2022.
Pour les articles homonymes, voir Siward et Barn.
Siward Barn, ou Sigeward Bearn en vieil anglais (fl. 1066-1087), est un grand propriétaire foncier anglais du XIe siècle. Il fait partie des principaux résistants à l'autorité de Guillaume le Conquérant dans les années qui suivent la conquête normande de l'Angleterre, en 1066.
La Chronique anglo-saxonne rapporte qu'il est fait prisonnier en 1071 sur l'île d'Ely, où il a rejoint d'autres rebelles comme Hereward l'Exilé, l'évêque Æthelwine de Durham et l'ancien comte de Northumbrie Morcar. Ses terres sont confisquées et redistribuées, principalement au seigneur anglo-normand Henri de Ferrières qui apparaît comme leur nouveau propriétaire dans le Domesday Book, compilé en 1086.
Siward fait partie des prisonniers de haut rang libérés par Guillaume sur son lit de mort, en 1087. Il n'est plus mentionné après cette date, mais certains historiens proposent de l'identifier au « Siward, comte de Gloucester » mentionné dans le récit que font des sources plus tardives de la fondation de Nova Anglia, une colonie anglaise sur les rivages de la mer Noire.

## Biographie

### Origines
Il est difficile de cerner les origines de Siward Barn en raison du grand nombre d'individus portant le nom Siward en Angleterre au milieu du XIe siècle. Certains, comme Siward de Maldon et Siward Grossus, sont des hommes prospères dont le patrimoine foncier est comparable à celui de Siward Barn, voire supérieur.
Le chroniqueur anglo-normand Orderic Vital mentionne dans son Histoire ecclésiastique « Ealdred et Siward, les fils d'Æthelgar et pronepotes (petits-fils ou petits-neveux) du roi Édouard » parmi les grands seigneurs anglais qui viennent se soumettre à Guillaume le Conquérant. Dans la foulée d'Edward Augustus Freeman, plusieurs historiens modernes considèrent que ce Siward est Siward Barn et proposent d'en faire un descendant du comte de Northumbrie Uchtred le Hardi et d'Ælfgifu, une demi-sœur d'Édouard le Confesseur. Néanmoins, l'historienne Marjorie Chibnall souligne dans sa traduction de l'Histoire ecclésiastique que ce Siward est mentionné à nouveau plus loin dans le texte, dans le récit de la fondation de l'abbaye de Shrewsbury, comme un propriétaire terrien du Shropshire. Sa consœur Ann Williams estime elle aussi que le Siward mentionné par Orderic Vital doit être le thegn Siward Grossus, qui est propriétaire dans le Shropshire,.
Une autre hypothèse consiste à rattacher Siward Barn à la famille du comte Siward de Northumbrie, qui porte le même prénom que lui. Avancée par Forrest Scott dans un article de 1952, elle est reprise par Margaret Faull (en) et Marie Stinson dans leur édition du Domesday Book du Yorkshire. Elles proposent d'en faire « un membre important de la maison de Bamburgh, peut-être le frère ou le demi-frère du comte Gospatrick ». L'historien G. W. S. Barrow rejette cette hypothèse qui ne repose selon lui sur aucune source solide, hormis l'origine danoise du prénom Siward.
D'après le Domesday Book, Siward Barn détient des manoirs dans huit comtés anglais différents au temps de la mort d'Édouard le Confesseur, en 1066 :
| Nom               | Comté           | Valeur (£) |
| ----------------- | --------------- | ---------- |
| Adlingfleet       | Yorkshire       | 4          |
| Bonington         | Nottinghamshire | s. 6       |
| Brassington       | Derbyshire      | 6          |
| Breadsall         | Derbyshire      | 4          |
| Burton            | Warwickshire    | 4          |
| Catton            | Derbyshire      | 3          |
| Croxall           | Derbyshire      | 3          |
| Cubley            | Derbyshire      | 5          |
| Duffield          | Derbyshire      | 9          |
| Greenham          | Berkshire       | 8          |
| Grendon           | Warwickshire    | 2          |
| Harbury           | Warwickshire    | 2          |
| Haxey             | Lincolnshire    | 5          |
| Leake             | Nottinghamshire | 6          |
| Lechlade          | Gloucestershire | 20         |
| Lockinge          | Berkshire       | 10         |
| Morley            | Derbyshire      | ?          |
| Norbury et Roston | Derbyshire      | 5          |
| Salthouse         | Norfolk         | 2          |
| Sheringham        | Norfolk         | 4          |
| Stanford          | Berkshire       | 30         |
| Whitton           | Lincolnshire    | 10         |
| Wormhill          | Derbyshire      | ?          |

Les trois domaines situés dans le Berkshire pourraient, selon Ann Williams, avoir plutôt appartenu à Siward de Maldon. En les incluant, la valeur totale des biens fonciers de Siward Barn s'élève à 142 livres et 6 shillings, ce qui fait de lui le 21e propriétaire foncier le plus riche d'Angleterre à ne pas être au moins titré comte.

### Révolte et capture

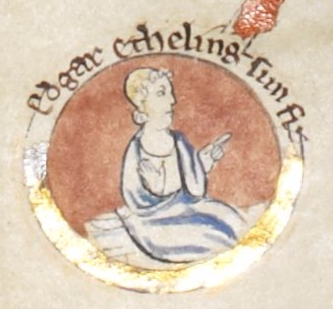
Siward soutient Edgar Atheling (enluminure du XIIIe siècle) contre Guillaume le Conquérant.

Le Yorkshire connaît une forte instabilité après la conquête normande de 1066. Le nouveau roi Guillaume le Conquérant est amené à se rendre dans le Nord de l'Angleterre à deux reprises entre 1068 et 1069 pour mater des révoltes qui impliquent notamment le prétendant au trône Edgar Atheling et le comte Gospatrick de Northumbrie,,.
En août 1069, une flotte envoyée par le roi danois Sven Estridsen, menée par son frère Asbjörn (da) et ses fils Harald et Knut, arrive au large des côtes anglaises. C'est à ce stade que la participation de Siward Barn à la révolte est attestée par Orderic Vital, qui indique qu'Edgar, le comte Waltheof, Siward et d'autres chefs anglais rallient les Danois et prennent le contrôle de la ville d'York.
Guillaume le Conquérant effectue sa troisième campagne dans le Nord, la « Dévastation du Nord » (Harrying of the North), durant l'hiver 1069-1070. Il négocie le départ des Danois et obtient la soumission de Waltheof et Gospatrick avant la fin de l'année 1069,. La présence de Siward est attestée aux côtés d'Edgar à Wearmouth à l'été 1070, lorsque Guillaume mène ses troupes en direction de la Tyne. Bien que les Normands réduisent en cendres l'église de Jarrow, ils laissent le prétendant et ses compagnons en paix,.
L'Historia regum indique que Siward quitte l'Écosse en 1071, ce qui implique qu'il s'y est réfugié entre-temps. Accompagné de l'évêque de Durham Æthelwine, il se rend en bateau sur l'île d'Ely, dans la région marécageuse des Fens, où se rassemblent plusieurs adversaires de Guillaume, comme Morcar et Hereward. La Chronique anglo-saxonne précise que Siward et Æthelwine sont accompagnés de plusieurs centaines de soldats. Les Normands assiègent l'île et tous les rebelles sont faits prisonniers à l'exception de Hereward,.
Le Domesday Book indique que tous les manoirs qui appartenaient à Siward Barn en 1066 ont changé de propriétaire en 1086. Ils ont probablement été confisqués et redistribués par Guillaume le Conquérant peu avant ou après sa capture en 1071. La majeure partie de ces domaines est acquise par le baron anglo-normand Henri de Ferrières, avec quelques-uns attribués à d'autres seigneurs comme Geoffroi de la Guerche ou Guillaume d'Ecouis,.
Siward reste captif jusqu'en 1087, lorsque Guillaume le Conquérant libère plusieurs prisonniers de haut rang alors qu'il se trouve sur son lit de mort. La Chronique anglo-saxonne ne précise pas leur identité, mais le chroniqueur Jean de Worcester cite nommément Odon de Bayeux, Morcar, Roger de Breteuil, Wulfnoth Godwinson et « Siward dit Barn ». Il s'agit de sa dernière mention dans les sources d'époque.

### Carrière en Orient?

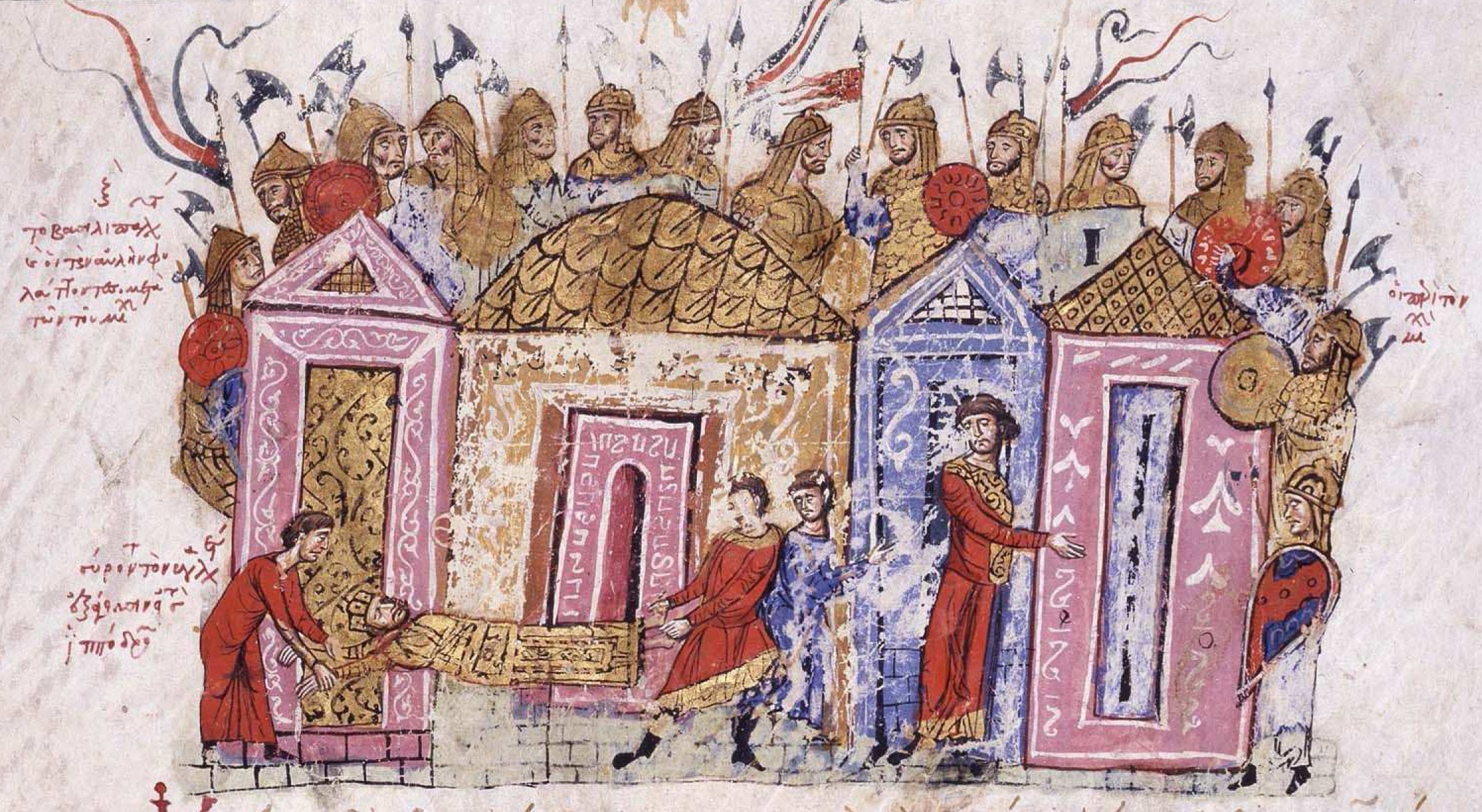
La garde varangienne (extrait d'un manuscrit enluminé de Jean Skylitzès).

Selon les historiens Jonathan Shepard (en) et Christine Fell, Siward Barn pourrait avoir quitté l'Angleterre après sa libération pour s'engager comme mercenaire au service de l'empereur byzantin Alexis Ier Comnène. Cette hypothèse repose sur un récit figurant dans deux sources primaires : le Chronicon Universale Anonymi Laudunensis, une chronique retraçant l'histoire du monde jusqu'en 1219 rédigée par un moine anglais de l'abbaye Saint-Martin de Laon,, et la Játvarðar Saga (en), une saga retraçant la vie d'Édouard le Confesseur compilée en Islande au XIVe siècle.
D'après ces deux textes, un groupe de rebelles anglais décide de se rendre à Constantinople après la conquête normande de l'Angleterre. Ils parviennent à sauver la capitale impériale, assiégée par les musulmans, sur quoi l'empereur leur offre de rejoindre la garde varangienne, mais les Anglais souhaitent plutôt obtenir un royaume à eux. Alexis leur accorde des terres situées au-delà de la mer Noire et occupées depuis longtemps par des païens. Les Anglais s'en rendent maîtres après plusieurs batailles et y fondent une « Nouvelle-Angleterre » (Nova Anglia), avec des villes baptisées Londres et York. Par la suite, ils refusent de verser tribut à l'empereur et se font pirates,.
La Játvarðar Saga indique que le chef de ce groupe d'Anglais est un certain « Sigurð jarl af Glocestr », c'est-à-dire « Siward, comte de Gloucester ». Shepard souligne que Siward Barn est le seul individu nommé Siward à posséder de vastes domaines dans le Gloucestershire, même s'il n'est jamais titré comte. Il estime que le Chronicon Laudunensis se trompe en situant ces faits dans les années 1070 et qu'ils doivent s'être déroulés après la libération de Siward Barn, dans les années 1090. Fell note que Siward Barn n'est pas le seul adversaire de Guillaume le Conquérant à porter ce nom (c'est aussi le cas de Siward de Maldon), mais qu'il est le plus important dans les sources écrites et qu'il détient des terres dans le Gloucestershire, contrairement à Siward de Maldon. La théorie de Shepard et Fell est notée par leurs confrères John Godfrey et Ann Williams, qui ne l'adoptent pas pour autant de manière inconditionnelle et soulignent sa fragilité,.

### Sources primaires
- (en) Marjorie Chibnall (éd.), The Ecclesiastical History of Orderic Vitalis, Volume II, Books III and IV, Oxford, Oxford University Press, 1990, 409 p. (ISBN 0-19-820220-2).
- (en) G. W. Dasent (éd.), Icelandic Sagas and Other Historical Documents Relating to the Settlements and Descents of the Northmen on the British Isles, Londres, Eyre & Spottiswoode, 1894.
- (en) Margaret L. Faull (éd.) et Marie Stinson (éd.), Domesday Book 30, Yorkshire, Chichester, Phillimore, 1986 (ISBN 0-85033-530-2).
- (en) Patrick McGurk (éd.) (trad. du latin), The Chronicle of John of Worcester. Volume III, 1067–1140 with the Gloucester Interpolations and the Continuation to 1141, Oxford, Oxford University Press, 1995, 351 p. (ISBN 0-19-820702-6).
- (en) Michael Swanton (trad.), The Anglo-Saxon Chronicle, New York, Routledge, 1996, 412 p. (ISBN 0-415-92129-5, lire en ligne).
- (en) Ann Williams (éd.) et G. H. Martin (éd.), Domesday Book : A Complete Translation, Londres, Penguin Books, 2003, 1436 p. (ISBN 0-14-143994-7).

### Sources secondaires
- (en) G. W. S. Barrow, « Companions of the Atheling », dans Anglo-Norman Studies: Proceedings of the Battle Conference 2002, Boydell Press, 2003 (ISBN 0-85115-941-9), p. 35-45.
- Krijnie N. Ciggaar, « L'Émigration anglaise à Byzance après 1066 : un nouveau texte en latin sur les Varangues à Constantinople », Revue des études byzantines, Paris, Institut français d'études byzantines, vol. 32,‎ 1974, p. 301-342 (DOI 10.3406/rebyz.1974.1489, lire en ligne).
- (en) Peter A. Clarke, The English Nobility under Edward the Confessor, Oxford, Clarendon Press, 1994, 386 p. (ISBN 0-19-820442-6).
- (en) Christine Fell, « The Icelandic Saga of Edward the Confessor : Its Version of the Anglo-Saxon Emigration to Byzantium », Anglo-Saxon England, Cambridge, Cambridge University Press, vol. 3,‎ 1974, p. 179-196.
- (en) Robin Fleming, Kings and Lords in Conquest England, Cambridge, Cambridge University Press, 1991, 257 p. (ISBN 0-521-39309-4).
- (en) John Godfrey, « The Defeated Anglo-Saxons Take Service with the Byzantine Emperor », dans Anglo-Norman Studies: Proceedings of the First Battle Abbey Conference, Ipswich, Boydell Press, 1978, p. 63-74.
- (en) Judith Green, The Aristocracy of Norman England, Cambridge, Cambridge University Press, 2002, 532 p. (ISBN 0-521-52465-2).
- (en) William E. Kapelle, The Norman Conquest of the North : The Region and Its Transformation, 1000–1135, Londres, Croom Helm Ltd, 1979, 329 p. (ISBN 0-7099-0040-6).
- (en) Forrest S. Scott, « Earl Waltheof of Northumbria », Archaeologia Æliana, vol. XXX,‎ 1952, p. 149-215 (ISSN 0261-3417).
- (en) Jonathan Shepard, « The English and Byzantium : A Study of Their Role in the Byzantine Army in the Later Eleventh Century », Traditio: Studies in Ancient and Medieval History, Thought, and Religion, New York, Fordham University Press, vol. 29,‎ 1973, p. 53-92.
- (en) Jonathan Shepard, « Another New England? : Anglo-Saxon Settlement on the Black Sea », Byzantine Studies, Tempe, Arizona University Press, vol. 1, no 1,‎ 1978, p. 18-39.
- (en) Ann Williams, The English and the Norman Conquest, Woodbridge, Boydell Press, 1995, 264 p. (ISBN 0-85115-588-X).